# 霍布肯 (北卡羅萊納州)
霍布肯（英語：Hobucken）是位於美國北卡羅萊納州帕姆利科縣的普查規定居民點。

## 人口
根據2020年美國人口普查的數據，霍布肯的面積為13.24平方千米，當中陸地面積為13.16平方千米，而水域面積為0.08平方千米。當地共有人口99人，而人口密度為每平方千米7.48人。